# Agathosma stenosepala
Agathosma stenosepala är en vinruteväxtart som beskrevs av Neville Stuart Pillans. Agathosma stenosepala ingår i släktet Agathosma och familjen vinruteväxter. Inga underarter finns listade i Catalogue of Life.